# Eishockey-Bundesliga 1972/73
Die Saison 1972/73 der Eishockey-Bundesliga war die 15. Spielzeit der höchsten deutschen Eishockeyliga. Deutscher Meister wurde der EV Füssen, der im Zweikampf mit dem Titelverteidiger Düsseldorfer EG seinen 16., aber zugleich (vorerst) letzten Titel gewinnen konnte.
Neu in der Liga war der Rekordmeister Berliner SC, der in seiner Premierensaison nach der Rückkehr in die Bundesliga den sechsten Platz belegen konnte. Um die Zahl der Bundesligamannschaften auf zehn Teams zu reduzieren, gab es in dieser Spielzeit zwei Direktabsteiger. Neben dem Neuling EV Rosenheim musste auch der ESV Kaufbeuren den Gang in die nach der Spielzeit neu gegründete 2. Bundesliga antreten. Dafür kehrte der Kölner EC wieder in die 1. Bundesliga zurück.

## Voraussetzungen

### Teilnehmer
Nach dem Rückzug der Preussen Krefeld vor der vorigen Saison war unklar, ob es einen Absteiger und damit zwei Aufsteiger aus der Oberliga geben solle oder nur einen Aufsteiger. Der DEB entschied schließlich salomonisch, dass es keinen Absteiger aber zwei Aufsteiger geben sollte. Daher spielte die Bundesliga diese Saison mit elf Mannschaften.
- Augsburger EV
- VfL Bad Nauheim
- EC Bad Tölz
- Berliner SC (Aufsteiger)
- Düsseldorfer EG (Titelverteidiger)
- EV Füssen
- ESV Kaufbeuren
- Krefelder EV
- EV Landshut
- SC Riessersee
- EV Rosenheim (Aufsteiger)

### Modus
Wie im Vorjahr spielten die Mannschaften in einer Doppelrunde den Deutschen Meister aus, sodass jeder Verein jeweils zwei Heim- und zwei Auswärtsspiele gegen die übrigen Mannschaften bestritt. Die beiden Letztplatzierte mussten am Ende der Saison in die neu gegründete 2. Bundesliga absteigen, da die Liga wieder von elf auf zehn Teams abgestockt wurde. Der Meister der Oberliga stieg in die Bundesliga auf.

## Abschlusstabelle
|     |                 | Sp | S  | U | N  | Tore    | Punkte |
| --- | --------------- | -- | -- | - | -- | ------- | ------ |
| 1.  | EV Füssen       | 40 | 30 | 2 | 08 | 201: 95 | 62:18  |
| 2.  | Düsseldorfer EG | 40 | 27 | 5 | 08 | 230:132 | 59:21  |
| 3.  | EV Landshut     | 40 | 25 | 3 | 12 | 176:111 | 53:27  |
| 4.  | VfL Bad Nauheim | 40 | 23 | 1 | 16 | 175:157 | 47:33  |
| 5.  | SC Riessersee   | 40 | 21 | 0 | 19 | 153:146 | 42:38  |
| 6.  | Berliner SC     | 40 | 18 | 2 | 20 | 169:161 | 38:42  |
| 7.  | EC Bad Tölz     | 40 | 15 | 5 | 20 | 116:135 | 35:45  |
| 8.  | Krefelder EV    | 40 | 14 | 6 | 20 | 141:193 | 34:46  |
| 9.  | Augsburger EV   | 40 | 14 | 5 | 21 | 154:194 | 33:47  |
| 10. | ESV Kaufbeuren  | 40 | 10 | 5 | 25 | 99:176  | 25:55  |
| 11. | EV Rosenheim    | 40 | 04 | 4 | 32 | 102:216 | 12:68  |

Abkürzungen: Sp = Spiele, S = Siege, U = Unentschieden, N = Niederlagen; Erläuterungen: Meister, Abstieg

## Ranglisten

### Beste Scorer
| Spieler           | Team            | Spiele | Tore | Assists | Punkte |
| ----------------- | --------------- | ------ | ---- | ------- | ------ |
| Erich Kühnhackl   | EV Landshut     | 40     | 38   | 30      | 68     |
| Peter Hejma       | Düsseldorfer EG | 40     | 43   | 24      | 67     |
| Alois Schloder    | EV Landshut     |        | 34   | 28      | 62     |
| Lothar Kremershof | Krefelder EV    |        | 40   | 17      | 57     |
| Vladimír Vacátko  | Düsseldorfer EG |        | 35   | 20      | 55     |

### Beste Verteidiger
| Spieler            | Team            | Spiele | Tore | Assists | Punkte |
| ------------------ | --------------- | ------ | ---- | ------- | ------ |
| Vaclav Koukal      | Krefelder EV    |        | 22   | 10      | 32     |
| Otto Schneitberger | Düsseldorfer EG | 40     | 17   | 06      | 23     |
| Erich Weide        | Düsseldorfer EG |        | 10   | 06      | 16     |

## Kader des Deutschen Meisters
| Deutscher Meister EV Füssen | Torhüter: Toni Kehle, Markus Egen, Werner Sänger Verteidiger: Josef Völk, Werner Modes, Rudolf Thanner, Peter Schwimmbeck, Karlheinz Ruban, Helmut Forster, Leonhard Waitl Angreifer: Gustav Hanig, Herbert Stowasser, Heinz Weisenbach, Georg Scholz, Bruno Frenzel, Klaus Ego, Horst Meindl, Bernd Kuhn, Karl-Heinz Egger, Norbert Scholz, Peter Neumann, Wolfgang Büttner, Michael Wanner, Theo Schneider Cheftrainer: Markus Egen |